# DHB-Pokal 1980
Der DHB-Pokal 1980 war die sechste Austragung des Handballpokalwettbewerbs der Herren. Das Finale fand am 17. Mai 1980 in Gießen statt. Sieger des Endspiels wurde zum ersten Mal in der Vereinsgeschichte der TV Großwallstadt.

## Modus
Es traten 32 Mannschaften aus der Bundesliga, der Regionalliga (= 2. Liga), der Oberliga (= 3. Liga, in Berlin: Stadtliga) und dem Landesverband unterhalb der Oberliga im K.-o.-System gegeneinander an. Es wurde eine Hauptrunde ausgetragen. Danach erfolgte die weitere Ausspielung in Achtel-, Viertel und Halb-Finals sowie einem Endspiel.

## Teilnehmende Mannschaften
| Bundesliga die 14 Vereine der Saison 1979/80 | Regionalliga 11 Vereine der Saison 1979/80 | Oberliga 3 Vereine der Saison 1979/80               | Landesverband                                            |
| TV Großwallstadt VfL Gummersbach TSV Milbertshofen TV 05/07 Hüttenberg TUSEM Essen TSV Grün-Weiß Dankersen Frisch Auf Göppingen TuS Hofweier TuS Nettelstedt THW Kiel SG Dietzenbach TV Grambke-Bremen TSB Flensburg TSV Birkenau | VfL Hameln MTV Herzhorn TSV Jahn Gensungen SV Werder Bremen DSC Wanne-Eickel Reinickendorfer Füchse SV Bayer 04 Leverkusen SG Weiche-Handewitt TSV Rot 05 HTS Bergisch Gladbach/Derschlag TSV 1896 Rintheim | TV Lützellinden TBV Lemgo TSV Eintracht Großenritte | TuS Neukölln TV Glattbach TSV Dettingen/Erms TV Hemsbach |

## Erste Hauptrunde
Die Spiele der ersten Hauptrunde fanden vom 5. bis 15. März 1980 statt.
| Datum         | Mannschaft 1                   |   | Mannschaft 2                         | Ergebnis    |
| ------------- | ------------------------------ | - | ------------------------------------ | ----------- |
| 5. März 1980  | THW Kiel (BL)                  | – | TSV Milbertshofen (BL)               | 16:18       |
| 15. März 1980 | TSB Flensburg (BL)             | – | TV 05/07 Hüttenberg (BL)             | 17:20 n. V. |
| 15. März 1980 | VfL Hameln (RL)                | – | TuS Hofweier (BL)                    | 19:21 n. V. |
| 15. März 1980 | MTV Herzhorn (RL)              | – | Frisch Auf Göppingen (BL)            | 13:20       |
| 15. März 1980 | TSV Jahn Gensungen (RL)        | – | TSV Grün-Weiß Dankersen (BL)         | 14:15       |
| 15. März 1980 | SV Werder Bremen (RL)          | – | TuS Nettelstedt (BL)                 | 19:20       |
| 15. März 1980 | DSC Wanne-Eickel (RL)          | – | TSV Birkenau (BL)                    | 21:22       |
| 15. März 1980 | Reinickendorfer Füchse (RL)    | – | TV Großwallstadt (BL)                | 8:12        |
| 15. März 1980 | SV Bayer 04 Leverkusen (RL)    | – | SG Dietzenbach (BL)                  | 16:13       |
| 15. März 1980 | TV Lützellinden (OL)           | – | TUSEM Essen (BL)                     | 12:25       |
| 15. März 1980 | TuS Neukölln (LV)              | – | TV Grambke Bremen (BL)               | 14:19       |
| 15. März 1980 | TV Glattbach (LV)              | – | VfL Gummersbach (BL)                 | 11:25       |
| 15. März 1980 | TBV Lemgo (OL)                 | – | SG Weiche-Handewitt (RL)             | 18:16       |
| 15. März 1980 | TSV Eintracht Großenritte (OL) | – | TSV Rot 05 (RL)                      | 18:17       |
| 15. März 1980 | TSV Dettingen/Erms (LV)        | – | HTS Bergisch Gladbach/Derschlag (RL) | 10:18       |
| 15. März 1980 | TV Hemsbach (LV)               | – | TSV 1896 Rintheim (RL)               | 14:19       |

## Achtelfinale
Die Spiele der Achtelfinals fanden vom 27. März bis 3. April 1980 statt.
| Datum         | Mannschaft 1                         |   | Mannschaft 2                 | Ergebnis |
| ------------- | ------------------------------------ | - | ---------------------------- | -------- |
| 29. März 1980 | TSV Milbertshofen (BL)               | – | TSV Grün-Weiß Dankersen (BL) | 21:13    |
| 30. März 1980 | Frisch Auf Göppingen (BL)            | – | TV 05/07 Hüttenberg (BL)     | 20:18    |
| 30. März 1980 | TV Grambke Bremen (BL)               | – | TuS Hofweier (BL)            | 20:18    |
| 27. März 1980 | TSV Eintracht Großenritte (RL)       | – | TUSEM Essen (BL)             | 9:22     |
| 30. März 1980 | HTS Bergisch Gladbach/Derschlag (RL) | – | TSV Birkenau (BL)            | 14:13    |
| 3. Apr. 1980  | TSV 1896 Rintheim (RL)               | – | VfL Gummersbach (BL)         | 19:23    |
| 3. Apr. 1980  | SV Bayer 04 Leverkusen (RL)          | – | TV Großwallstadt (BL)        | 15:22    |
| 29. März 1980 | TBV Lemgo (OL)                       | – | TuS Nettelstedt (BL)         | 11:20    |

## Viertelfinale
Die Spiele der Viertelfinals fanden am 12. und 13. April 1980 statt.
| Datum         | Mannschaft 1           |   | Mannschaft 2                         | Ergebnis |
| ------------- | ---------------------- | - | ------------------------------------ | -------- |
| 12. Apr. 1980 | TV Grambke Bremen (BL) | – | Frisch Auf Göppingen (BL)            | 14:16    |
| 13. Apr. 1980 | TSV Milbertshofen (BL) | – | TV Großwallstadt (BL)                | 16:19    |
| 13. Apr. 1980 | TUSEM Essen (BL)       | – | VfL Gummersbach (BL)                 | 18:20    |
| 12. Apr. 1980 | TuS Nettelstedt (BL)   | – | HTS Bergisch Gladbach/Derschlag (RL) | 20:16    |

## Halbfinale
Die Spiele der Halbfinals fanden am 30. April 1980 statt.
| Datum         | Mannschaft 1              |   | Mannschaft 2          | Ergebnis |
| ------------- | ------------------------- | - | --------------------- | -------- |
| 30. Apr. 1980 | Frisch Auf Göppingen (BL) | – | TV Großwallstadt (BL) | 17:18    |
| 30. Apr. 1980 | TuS Nettelstedt (BL)      | – | VfL Gummersbach (BL)  | 13:10    |

## Finale
Das Finalspiel um den DHB-Pokal wurde am 17. Mai 1980 zwischen dem TV Großwallstadt und dem TuS Nettelstedt in Gießen ausgetragen. Den Pokal sicherte sich zum ersten Mal in der Vereinsgeschichte die Mannschaft vom TV Großwallstadt, die das Team des TuS Nettelstedt mit 17:15 besiegte.
| Datum        | Mannschaft 1          |   | Mannschaft 2         | Ergebnis |
| ------------ | --------------------- | - | -------------------- | -------- |
| 17. Mai 1980 | TV Großwallstadt (BL) | – | TuS Nettelstedt (BL) | 17:15    |